# Florida Seals
Die Florida Seals waren eine US-amerikanische Eishockeymannschaft in Orlando, Florida (ab 2005 Kissimmee, Florida). Das Team war von 2002 bis 2007 in diversen Profiligen aktiv.

## Geschichte
Die Mannschaft wurde 2002 unter dem Namen Orlando Seals als Franchise der Atlantic Coast Hockey League gegründet. In dieser belegten sie in ihrer Premierenspielzeit den ersten Platz nach der regulären Saison, wofür sie den Commissioner’s Cup erhielten und in den Playoffs als Meister mit dem President’s Cup ausgezeichnet wurden. Als die Liga nach nur einem Jahr wieder aufgelöst worden war, schloss sich das Team der World Hockey Association 2 an. Auch diese Liga war nur ein Jahr lang aktiv, so dass sich die Seals dem Nachfolgewettbewerb Southern Professional Hockey League anschlossen. Nach Unstimmigkeiten mit dem Arena-Management des TD Waterhouse Centre mussten die Seals die Saison 2004/05 aussetzen und wechselten anschließend in die Silver Spurs Arena. Zudem änderte man den Teamnamen aufgrund des veränderten Stadionortes in Florida Seals. 
In der SPHL erreichten die Florida Seals auf Anhieb das Finale, unterlagen dort jedoch den Knoxville Ice Bears. Aufgrund finanzieller Probleme wurde das Franchise Anfang Januar 2007 aus dem Spielbetrieb zurückgezogen und von der Ligaleitung ausgeschlossen.

## Saisonstatistik
Abkürzungen: GP = Spiele, W = Siege, L = Niederlagen, T = Unentschieden, OTL = Niederlagen nach Overtime SOL = Niederlagen nach Shootout, Pts = Punkte, GF = Erzielte Tore, GA = Gegentore, PIM = Strafminuten
| Saison  | GP | W  | L  | T | OTL | SOL | Pts | GF  | GA  | Platz    | Playoffs             |
| 2002/03 | 59 | 43 | 14 | — | —   | 2   | 84  | 235 | 158 | 1., ACHL | President’s Cup      |
| 2003/04 | 57 | 27 | 25 | — | 2   | 3   | 59  | 198 | 197 | 4., WHA2 | nicht qualifiziert   |
| 2005/06 | 56 | 32 | 17 | — | 6   | 1   | 71  | 211 | 174 | 3., SPHL | Niederlage im Finale |
| 2006/07 | 26 | 11 | 14 | — | 1   | —   | 23  | 110 | 105 | 8., SPHL | nicht qualifiziert   |

## Team-Rekorde (SPHL)

### Karriererekorde
Spiele: 82  Craig Geerlinks,  Billy Rochefort,  Steve Zoryk
Tore: 48  Justin Keller
Assists: 50  David Deeves
Punkte: 96  Justin Keller
Strafminuten: 341  Andrew Katzberg

## Bekannte Spieler und Trainer
- Chris LiPuma
- Jim Paek